# Partit de la Reconstrucció de Corea
El Partit de la Reconstrucció de Corea (PRC; en coreà: 조국혁신당) és un partit polític de centreesquerra de Corea del Sud fundat per l'ex-ministre de Justícia Cho Kuk. El partit s'oposa al que considera la "dictadura fiscal" de l'administració del President Yoon Suk-yeol. En aquest sentit, el PRC defensa una profunda reforma i la despolitització de la justícia coreana.

## Història
El 13 de febrer de 2024 l'ex-ministre Cho Kuk va anunciar la seva intenció de fundar una organització anomenada de manera provisional Nou Partit Cho Kuk, amb l'objectiu de presentar-se a les següents eleccions legislatives. El 29 de febrer va adoptar el seu nom definitiu, que realitza un joc de paraules amb Cho Kuk, que en coreà vol dir Pàtria i alhora recorda el nom del fundador. Així, el 3 de març de 2024 s'establiria de manera oficial el Partit de la Reconstrucció de Corea.
A les eleccions del mateix any el PRC aconseguiria 12 escons, esdevenint el tercer partit a l'Assemblea Nacional i mantenint-se a l'oposició.

## Resultats electorals

### Eleccions legislatives
| Any  | Líder   | Circum. | Circum. | Circum. | Circum. | Llista    | Llista | Llista | Llista  | Escons   | Escons | Pos. | Govern   |
| Any  | Líder   | Vots    | %       | Escons  | +/-     | Vots      | %      | Escons | +/-     | No.      | +/–    | Pos. | Govern   |
| ---- | ------- | ------- | ------- | ------- | ------- | --------- | ------ | ------ | ------- | -------- | ------ | ---- | -------- |
| 2024 | Cho Kuk |         |         |         |         | 6,874,278 | 24.25  | Nou    | 12 / 46 | 12 / 300 | Nou    | 3r   | Oposició |